# オポチトリ (アステカ神話)
オポチトリ（Opochtli）はアステカ神話における狩りと釣りの神。アトラトル、網、カヌーの櫂および鳥を獲るための罠を発明したとされる。